# Дом здравља Србац
Дом здравља Србац је јавна здравствена установа у Српцу, налази се у улици Љубовијска 24.

## Историја
Дом здравља Србац је почео са радом 1. октобра 1969. године када је имао седам лекара, амбуланте у Разбоју, Кукуљама, Кобашу, Ситнешима, Ћукалима и Ножиком, оспособљено породилиште, диспанзер за жене и труднице и дечији диспанзер. По самоуправном моделу је Дом здравља Србац радио до 1989. године. Данас представља јавну установу примарне здравствене заштите која се брине о здрављу становника општине, првенствено спроводећи мере промоције здравља и превенције болести. Мере примарног нивоа здравствене заштите се спроводе на начелима континуираности, доступности, јединствености и свеобухватности. Општина Србац развија свој здравствени систем усклађивањем докумената са Светском здравственом организацијом и Републиком Српском, првенствено се базирајући на развоју примарне здравствене заштите и развоју опште медицине.
У склопу Дома здравља Србац данас раде Служба хитне медицинске помоћи, Лабораторија, Служба рендгенске дијагностике, Центар за физикалну рехабилитацију у заједници, Центар за заштиту менталног здравља, Стоматолошка служба, Хигијенско–епидемиолошка служба и Консултативно–специјалистичка заштита која су подршка тимовима породичне медицине. Броје десет доктора специјалиста медицине, девет доктора медицине, три стоматолога, једанаест виших медицинских техничара, три гинеколошко — акушерске сестре, пет лабораторијских техничара, једног зубног техничара, двадесет и четири медицинских сестара — техничара и двадесет и четири немедицинских радника.